# 崔佛·羅傑斯
崔佛·傑丹尼爾·羅傑斯（英語：Trevor J'Daniel Rogers，1997年11月13日—），為美國職棒大聯盟的投手，目前效力於巴爾的摩金鶯，他先前曾效力於邁阿密馬林魚。他在2020年登上大聯盟。

## 職業生涯
2017年大聯盟選秀，馬林魚在首輪13順位選進羅傑斯。2018年，他在1A拿下2勝7敗，防禦率5.82。2019年，他在1A入選明星賽，並在8月升上2A。整季他拿下6勝10敗，防禦率2.90。
2020年8月25日，羅傑斯登上大聯盟。他主投4局僅被敲出一支安打無失分。整季他先發7場比賽，共拿下1勝2敗，防禦率6.11。
2021年，羅傑斯進入馬林魚的先發輪值。他在4月和5月連續拿下國聯單月最佳新人獎。這兩個月他一共拿下6勝3敗，防禦率分別是1.29和2.34。他在這年也成為馬林魚唯一一位入選明星賽的選手。整季他拿下7勝8敗，防禦率2.64。羅傑斯最後在國聯新人王票選上拿下第二名，僅次於紅人隊的Jonathan India。

## 個人生活
前大聯盟選手科迪·羅斯是羅傑斯的表哥。

## 外部連結
- 球員資訊和成績在MLB，ESPN，Baseball-Reference，Fangraphs（英文）
- 崔佛·羅傑斯的X（前Twitter）